# Asterostigma
Asterostigma é um género botânico da família das aráceas.

## Espécies
1. Asterostigma cryptostylum Bogner - Brasília, Goiás, Minas Gerais
2. Asterostigma cubense (A.Rich.) K.Krause ex Bogner - São Paulo
3. Asterostigma lividum (G.Lodd.) Engl. - Região Sul do Brasil; Província de Misiones na Argentina
4. Asterostigma lombardii E.G.Gonç. - Minas Gerais, Espírito Santo
5. Asterostigma luschnathianum Schott - Região Sul do Brasil
6. Asterostigma reticulatum E.G.Gonç - Região Sul do Brasil
7. Asterostigma riedelianum (Schott) Kuntze - Região Sudeste do Brazil
8. Asterostigma tweedieanum Schott - Santa Catarina